# Palacio Hindustán
El Palacio Hindustán, también conocido como Casona Moggia, es un inmueble ubicado en la esquina de la avenida España con calle Domeyko, en Santiago, Chile. Construida entre los años 1915 y 1916 como residencia para el italiano Giovanni Battista Moggia, en 2008 fue comprada por el indio Sergio Nandwani para convertirlo en un centro cultural sobre la cultura de la India.

## Historia
Fue construida entre los años 1915 y 1916 por encargo del inmigrante italiano Giovanni Battista Moggia al arquitecto Giuseppe Zara. En 1926 Moggia la vendió al constructor Felice Corte Da Forno. Durante el siglo xx tuvo una gran cantidad de propietarios, pero el abandono, los terremotos y un incendio deterioraron de manera importante la edificación.
En 2008 el empresario indio Sergio Nandwani compró el inmueble para convertirlo en un centro de cultura sobre su país de origen. Se realizaron obras de puesta en valor, tratamientos de recuperación de distintos elementos, arreglos en la fachada y recuperación de ornamentaciones exteriores. En su interior se implementaron diversas salas dedicadas a las diversas religiones que se practican en la India.

## Descripción
Cuenta con un piso zócalo en la parte inferior y dos niveles de gran altura. Se caracteriza por una cornisa que rodea todo el inmueble, y una cúpula que remata el inmueble. El edificio está construido en tres estilos arquitectónicos: neoclásico, modernismo y eclectisismo.